# Norma Nichols
Pour les articles homonymes, voir Nichols.
Norma Nichols est une actrice américaine, née à Santa Ana (Californie) le 7 janvier 1894, morte à Los Angeles le 27 novembre 1989. 

## Biographie
Norma est la sœur de l'actrice Marguerite Nichols. Elle tourne dans 42 courts métrages mais sa carrière prend fin avant l'avènement du cinéma parlant.

## Filmographie
- 1914 : Charlot garçon de théâtre (The Property Man) de Charlie Chaplin :  l'artiste de vaudeville
- 1914 : Vermicel aime les femmes (He Loved the Ladies) de Glen Cavender
- 1914 : Charlot rival d'amour (Those Love Pangs) de Charlie Chaplin
- 1914 : Joseph, amuse-toi (The Love Thief) de Charley Chase
- 1914 : Charlot mitron (Dough and Dynamite) de Charlie Chaplin :  la femme du patron
- 1914 : Charlot et Mabel aux courses (Gentlemen of Nerve) de Charlie Chaplin
- 1914 : How Heroes Are Made de Charley Chase
- 1914 : Fatty et son sosie (en) (Fatty's Jonah Day) de Roscoe Arbuckle
- 1914 : Joseph cow-boy (Wild West Love) de Walter Wright
- 1915 : Joseph grand couturier (Hushing the Scandal) de Walter Wright
- 1915 : Alcide peintre en bâtiment (en) (Rum and Wall Paper)
- 1915 : Willie Goes to Sea de Colin Campbell : la fille du capitaine
- 1915 : A Tragedy in Panama (it)
- 1915 : The Coyote (it) de Guy Oliver
- 1915 : Fatty teinturier (Fatty's Tintype Tangle) de Roscoe Arbuckle : la femme de Fatty
- 1915 : The Ne'er Do Well de Colin Campbell : Chiquita Garavel, la servante espagnole
- 1915 : Hogan's Wild Oats de Charles Avery et Charles Murray
- 1921 : Zigoto boulanger (The Bakery) de Larry Semon et Norman Taurog
- 1921 : Zigoto encaisseur (The Rent Collector) de Larry Semon et Norman Taurog : la directrice de l'entreprise des travailleuses
- 1921 : The Fall Guy de Larry Semon et Norman Taurog : Prima Donna
- 1921 : Zigoto groom (The Bell Hop) de Larry Semon et Norman Taurog
- 1922 : The Call of Home de Louis Gasnier